# Lovellona carbonaria
Lovellona carbonaria é uma espécie de gastrópode do gênero Lovellona, pertencente a família Mitromorphidae.